# UEFA Women's Cup 2003/04
De UEFA Women's Cup 2003/04  was de derde editie van de UEFA Women's Cup. Het toernooi werd voor de tweede opeenvolgende keer gewonnen Umeå IK die in de finale 1. FFC Frankfurt over twee wedstrijden met 8-0 versloeg.

## Kwalificatie
De kwalificatieronde bestond dit jaar uit drie groepen van vier clubs waarvan de drie winnaars zich plaatsten voor de groepswedstrijden in de eerste voorronde.
|   | club               | w - g - v       | punten          | doelsaldo       |
| - | ------------------ | --------------- | --------------- | --------------- |
| 1 | Maccabi Holon      | 2 - 0 - 0       | 6               | 7-3             |
| 2 | NK Krka Novo Mesto | 1 - 0 - 1       | 3               | 3-4             |
| 3 | TKSK Tallinn       | 0 - 0 - 2       | 0               | 1-4             |
| - | SK Lebeke-Aalst    | trok zich terug | trok zich terug | trok zich terug |

| datum      | thuisclub          | uitslag | uitclub            |
| ---------- | ------------------ | ------- | ------------------ |
| 01-07-2003 | Maccabi Holon      | 4-2     | NK Krka Novo Mesto |
| 03-07-2002 | TKSK Tallinn       | 1-3     | Maccabi Holon      |
| 05-07-2002 | NK Krka Novo Mesto | 1-0     | TKSK Tallinn       |

|   | club              | w - g - v | punten | doelsaldo |
| - | ----------------- | --------- | ------ | --------- |
| 1 | SV Neulengbach    | 3 - 0 - 0 | 9      | 27-3      |
| 2 | SK Hronom         | 2 - 0 - 1 | 6      | 30-7      |
| 3 | Lombardini Skopje | 1 - 0 - 2 | 3      | 6-34      |
| 4 | PAOK Ledra        | 0 - 0 - 3 | 0      | 1-17      |

| datum      | thuisclub         | uitslag | uitclub        |
| ---------- | ----------------- | ------- | -------------- |
| 15-07-2003 | Lombardini Skopje | 1-12    | SK Hronom      |
| 15-07-2003 | SV Neulengbach    | 14-0    | PAOK Ledra     |
| 17-07-2003 | Lombardini Skopje | 5-0     | PAOK Ledra     |
| 17-07-2003 | SV Neulengbach    | 6-3     | SK Hronom      |
| 19-07-2003 | Lombardini Skopje | 0-7     | SV Neulengbach |
| 19-07-2003 | SK Hronom         | 15-0    | PAOK Ledra     |

|   | club              | w - g - v | punten | doelsaldo |
| - | ----------------- | --------- | ------ | --------- |
| 1 | NK Osijek         | 2 - 0 - 1 | 6      | 7-5       |
| 2 | FCK Temir Zholy   | 2 - 0 - 1 | 6      | 5-4       |
| 3 | SFK 2000 Sarajevo | 1 - 0 - 2 | 3      | 4-7       |
| 4 | Cardiff City FC   | 1 - 0 - 2 | 3      | 5-5       |

| datum      | thuisclub         | uitslag | uitclub           |
| ---------- | ----------------- | ------- | ----------------- |
| 16-07-2003 | NK Osijek         | 3-0     | SFK 2000 Sarajevo |
| 16-07-2003 | Cardiff City FC   | 0-1     | FCK Temir Zholy   |
| 18-07-2003 | NK Osijek         | 2-1     | FCK Temir Zholy   |
| 18-07-2003 | Cardiff City FC   | 1-2     | SFK 2000 Sarajevo |
| 20-07-2003 | NK Osijek         | 2-4     | Cardiff City FC   |
| 20-07-2003 | SFK 2000 Sarajevo | 2-3     | FCK Temir Zholy   |

## Groepsfase
De drie winnaars van de kwalificatie en 29 landskampioenen speelden in acht groepen, die in toernooi vorm bij een van de deelnemende clubs werden afgerond, waarvan de groepswinnaar zich plaatste voor de knock-outfase.
|   | club          | w - g - v | punten | doelsaldo |
| - | ------------- | --------- | ------ | --------- |
| 1 | Brøndby IF    | 3 - 0 - 0 | 9      | 7-0       |
| 2 | ZFK Niš       | 1 - 1 - 1 | 4      | 4-6       |
| 3 | KR Reykjavik  | 1 - 0 - 2 | 3      | 6-5       |
| 4 | Kilmarnock FC | 0 - 1 - 2 | 1      | 2-8       |

| datum      | thuisclub     | uitslag | uitclub       |
| ---------- | ------------- | ------- | ------------- |
| 20-08-2003 | Brøndby IF    | 2-0     | Kilmarnock FC |
| 20-08-2003 | ZFK Niš       | 3-1     | KR Reykjavik  |
| 22-08-2003 | Brøndby IF    | 1-0     | KR Reykjavik  |
| 22-08-2003 | ZFK Niš       | 1-1     | Kilmarnock FC |
| 24-08-2003 | Brøndby IF    | 4-0     | ZFK Niš       |
| 24-08-2003 | Kilmarnock FC | 1-5     | KR Reykjavik  |

|   | club              | w - g - v | punten | doelsaldo |
| - | ----------------- | --------- | ------ | --------- |
| 1 | Gömrükcü Bakoe    | 2 - 0 - 1 | 6      | 8-2       |
| 2 | AE Aegina *       | 1 - 1 - 1 | 4      | 7-9       |
| 3 | FC Bobruichanka * | 1 - 1 - 1 | 4      | 4-4       |
| 4 | FC Schwerzenbach  | 0 - 2 - 1 | 2      | 6-10      |

| datum      | thuisclub        | uitslag | uitclub         |
| ---------- | ---------------- | ------- | --------------- |
| 21-08-2003 | FC Schwerzenbach | 1-5     | Gömrükcü Bakoe  |
| 21-08-2003 | FC Bobruichanka  | 2-3     | AE Aegina       |
| 23-08-2003 | FC Schwerzenbach | 4-4     | AE Aegina       |
| 23-08-2003 | FC Bobruichanka  | 1-0     | Gömrükcü Bakoe  |
| 25-08-2003 | FC Schwerzenbach | 1-1     | FC Bobruichanka |
| 25-08-2003 | Gömrükcü Bakoe   | 3-0     | AE Aegina       |

|   | club                  | w - g - v | punten | doelsaldo |
| - | --------------------- | --------- | ------ | --------- |
| 1 | Umeå IK               | 3 - 0 - 0 | 9      | 23-1      |
| 2 | SK Slavia Praag       | 2 - 0 - 1 | 6      | 6-2       |
| 3 | CFF Clujana Cluj      | 0 - 1 - 2 | 1      | 1-9       |
| 4 | Newtownabbey Strikers | 0 - 1 - 2 | 1      | 1-19      |

| datum      | thuisclub             | uitslag | uitclub               |
| ---------- | --------------------- | ------- | --------------------- |
| 21-08-2003 | Umeå IK               | 15-0    | Newtownabbey Strikers |
| 21-08-2003 | SK Slavia Praag       | 2-0     | CFF Clujana Cluj      |
| 22-08-2003 | Umeå IK               | 6-0     | CFF Clujana Cluj      |
| 22-08-2003 | SK Slavia Praag       | 3-0     | Newtownabbey Strikers |
| 25-08-2003 | Umeå IK               | 2-1     | SK Slavia Praag       |
| 25-08-2003 | Newtownabbey Strikers | 1-1     | CFF Clujana Cluj      |

|   | club                  | w - g - v | punten | doelsaldo |
| - | --------------------- | --------- | ------ | --------- |
| 1 | FC Voronezj           | 2 - 1 - 0 | 7      | 24-0      |
| 2 | FC Foroni Verona      | 2 - 1 - 0 | 7      | 14-0      |
| 3 | 1. FC Femina Budapest | 0 - 1 - 2 | 1      | 3-18      |
| 4 | NK Osijek             | 0 - 1 - 2 | 1      | 3-26      |

| datum      | thuisclub             | uitslag | uitclub               |
| ---------- | --------------------- | ------- | --------------------- |
| 21-08-2003 | FC Voronezj           | 11-0    | 1. FC Femina Budapest |
| 21-08-2003 | FC Foroni Verona      | 10-0    | NK Osijek             |
| 23-08-2003 | FC Voronezj           | 0-0     | FC Foroni Verona      |
| 23-08-2003 | 1. FC Femina Budapest | 3-3     | NK Osijek             |
| 25-08-2003 | FC Voronezj           | 13-0    | NK Osijek             |
| 25-08-2003 | FC Foroni Verona      | 4-0     | 1. FC Femina Budapest |

|   | club                     | w - g - v | punten | doelsaldo |
| - | ------------------------ | --------- | ------ | --------- |
| 1 | Malmö FF                 | 3 - 0 - 0 | 9      | 12-1      |
| 2 | Legend-Cheksil Chernigov | 2 - 0 - 1 | 6      | 6-3       |
| 3 | FC United Jakobstad      | 1 - 0 - 2 | 3      | 3-6       |
| 4 | Maccabi Holon            | 0 - 0 - 3 | 0      | 1-23      |

| datum      | thuisclub                | uitslag | uitclub                  |
| ---------- | ------------------------ | ------- | ------------------------ |
| 21-08-2003 | Malmö FF                 | 3-0     | FC United Jakobstad      |
| 21-08-2003 | Legend-Cheksil Chernigov | 4-0     | Maccabi Holon            |
| 23-08-2003 | Malmö FF                 | 6-1     | Maccabi Holon            |
| 23-08-2003 | FC United Jakobstad      | 0-2     | Legend-Cheksil Chernigov |
| 25-08-2003 | Malmö FF                 | 3-0     | Legend-Cheksil Chernigov |
| 25-08-2003 | FC United Jakobstad      | 3-1     | Maccabi Holon            |

|   | club                         | w - g - v | punten | doelsaldo |
| - | ---------------------------- | --------- | ------ | --------- |
| 1 | Kolbotn IL                   | 3 - 0 - 0 | 9      | 25-3      |
| 2 | Juvisy FCF                   | 2 - 0 - 1 | 6      | 10-3      |
| 3 | KS AZS Wroclaw               | 1 - 0 - 2 | 3      | 5-18      |
| 4 | University College Dublin FC | 0 - 0 - 3 | 0      | 1-17      |

| datum      | thuisclub      | uitslag | uitclub                      |
| ---------- | -------------- | ------- | ---------------------------- |
| 21-08-2003 | Kolbotn IL     | 15-2    | KS AZS Wroclaw               |
| 21-08-2003 | Juvisy FCF     | 6-1     | University College Dublin FC |
| 23-08-2003 | Kolbotn IL     | 8-0     | University College Dublin FC |
| 23-08-2003 | Juvisy FCF     | 3-0     | KS AZS Wroclaw               |
| 25-08-2003 | Kolbotn IL     | 2-1     | Juvisy FCF                   |
| 25-08-2003 | KS AZS Wroclaw | 3-0     | University College Dublin FC |

|   | club             | w - g - v | punten | doelsaldo |
| - | ---------------- | --------- | ------ | --------- |
| 1 | 1. FFC Frankfurt | 3 - 0 - 0 | 9      | 19-2      |
| 2 | Athletic Bilbao  | 2 - 0 - 1 | 6      | 8-10      |
| 3 | SV Neulengbach   | 1 - 0 - 2 | 3      | 2-9       |
| 4 | SU 1° Dezembro   | 0 - 0 - 3 | 0      | 2-10      |

| datum      | thuisclub        | uitslag | uitclub         |
| ---------- | ---------------- | ------- | --------------- |
| 25-08-2003 | 1. FFC Frankfurt | 4-0     | SU 1° Dezembro  |
| 25-08-2003 | Athletic Bilbao  | 2-0     | SV Neulengbach  |
| 25-08-2003 | 1. FFC Frankfurt | 7-1     | SV Neulengbach  |
| 25-08-2003 | Athletic Bilbao  | 5-2     | SU 1° Dezembro  |
| 25-08-2003 | 1. FFC Frankfurt | 8-1     | Athletic Bilbao |
| 25-08-2003 | SU 1° Dezembro   | 0-1     | SV Neulengbach  |

|   | club                | w - g - v | punten | doelsaldo |
| - | ------------------- | --------- | ------ | --------- |
| 1 | Fulham FC           | 3 - 0 - 0 | 9      | 20-2      |
| 2 | Ter Leede           | 2 - 0 - 1 | 6      | 14-3      |
| 3 | FC Codru Anenii Noi | 1 - 0 - 2 | 3      | 6-20      |
| 4 | KÍ Klaksvík         | 0 - 0 - 3 | 0      | 3-18      |

| datum      | thuisclub           | uitslag | uitclub             |
| ---------- | ------------------- | ------- | ------------------- |
| 25-08-2003 | Fulham FC           | 8-0     | KÍ Klaksvík         |
| 25-08-2003 | Ter Leede           | 8-0     | FC Codru Anenii Noi |
| 25-08-2003 | Fulham FC           | 9-1     | FC Codru Anenii Noi |
| 25-08-2003 | Ter Leede           | 5-0     | KÍ Klaksvík         |
| 25-08-2003 | Ter Leede           | 1-3     | Fulham FC           |
| 25-08-2003 | FC Codru Anenii Noi | 5-3     | KÍ Klaksvík         |

## Knock-outfase

### Kwartfinale
| club 1           | 1e w | 2e w | club 2         |
| ---------------- | ---- | ---- | -------------- |
| FC Voronezj      | 1-2  | 1-2  | Umeå IK        |
| 1. FFC Frankfurt | 3-1  | 4-1  | Fulham FC      |
| Brøndby IF       | 9-0  | 3-0  | Gömrükcü Bakoe |
| Malmö FF         | 2-0  | 0-1  | Kolbotn IL     |

### Halve finale
| club 1     | 1e w | 2e w | club 2           |
| ---------- | ---- | ---- | ---------------- |
| Brøndby IF | 2-3  | 0-1  | Umeå IK          |
| Malmö FF   | 0-0  | 1-4  | 1. FFC Frankfurt |

### Finale
De finale werd over twee wedstrijden gespeeld op 8 mei en 5 juni 2004.
| club 1  | 1e w | 2e w | club 2           |
| ------- | ---- | ---- | ---------------- |
| Umeå IK | 3-0  | 5-0  | 1. FFC Frankfurt |